# Fairchild VZ-5
Die Fairchild VZ-5FA (Werksbezeichnung M-224-1) war ein experimentelles V/STOL-Flugzeug des US-amerikanischen Herstellers Fairchild Corporation aus den späten 1950er Jahren. Das angewendete technische Prinzip der Auftriebserzeugung wird als umgeleiteter Luftschraubenstrahl (engl.: deflected slipstream) bezeichnet. Es wurde lediglich ein Exemplar für die US Army gebaut, das die USAF/Army-Seriennummer 56-6940 trug.

## Geschichte
Die Fairchild VZ-5 war ein Flugzeug aus einer ganzen Reihe von Experimental-Flugzeugen, die entwickelt wurden, um verschiedene Aspekte und Lösungen für Senkrechtstarter zu untersuchen. Die VZ-5 war ein Ganzmetall-Schulterdecker mit einem festen Bugradfahrwerk. Der Rumpf hatte ein offenes Cockpit für einen Piloten und ein hinten angebrachtes T-Leitwerk. Der ungewöhnliche Aspekt des Flugzeugs war, dass es eine General Electric YT-58-GE-2 Wellenturbine im hinteren Bereich des Rumpfes hatte, die die vier Propeller, je zwei an der Vorderkante jeder Tragfläche, antrieb. Es hatte auch zwei kleine Vierblattheckrotoren über dem Höhenleitwerk für die Steuerung montiert. Der Flügel hatte herkömmliche Hinterkantenklappen und Querruder, die aber über die Hälfte der Tragflächentiefe reichten und auf der vollen Spannweite abgesenkt werden konnten. Der Luftschraubenstrahl traf beim Senkrechtstart die bis dicht über den Boden reichenden Klappen und erzeugte eine nach unten gerichtete Strömungskomponente. Die VZ-5 wurde im gefesselten Flug in einem Prüfstand am 18. November 1959 zum ersten Mal geflogen. Auch die wenigen weiteren bis Ende 1959 durchgeführten Flüge fanden nur im gefesselten Flugzustand statt.

## Technische Daten
- Besatzung: 1
- Länge: 10,26 m
- Spannweite: 9,98 m
- Höhe: 5,13 m
- Flügelfläche: 17,74 m²
- Leergewicht: 1.534 kg

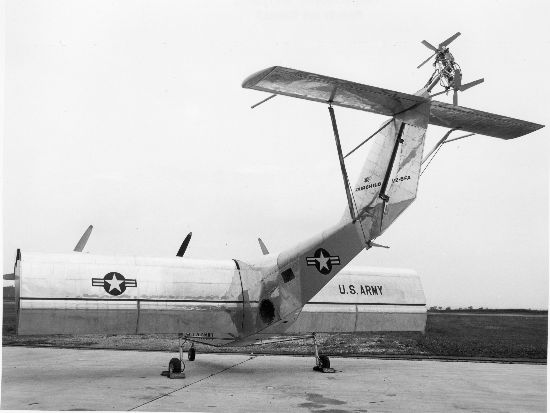
Die VZ-5 mit vollständig ausgefahrenen Klappen an den Hinterflügeln

- Bruttogewicht: 1.803 kg (für VTOL)
- Triebwerk: 1 × General Electric YT-58-GE-2 Wellenturbine mit 1032 PS (764 kW)
- Höchstgeschwindigkeit: 296 km/h (Schätzung)

## Vergleichbare Flugzeugtypen
Die kurz vor der VZ-5 zum ersten Mal geflogene Ryan VZ-3 verwendete das gleiche Prinzip zur Auftriebserzeugung für den Senkrechtstart. Als einziges weiteres Flugzeug mit einem deflected slipstream-Flügel wurde die Robertson X-1 bekannt, die aber 1957 ebenfalls nur gefesselte Flüge durchführte.